# FSV Witten 07/32
Le FSV Witten 07/32 est un club allemand de football localisé à Witten en Rhénanie du Nord-Wesphalie.

## Repères historiques
- 1892 – fondation du WITTENER FUSSBALL CLUB
- 1907 – fondation du VEREIN für LEBENSÜBUNGEN WITTEN 07.
- 1932 – fondation du BALL FREUNDEN ARDEY 32.
- 1994 – fusion du BALL FREUNDEN ARDEY 32 et du VEREIN für LEBENSÜBUNGEN WITTEN 07 pour former le FUSSBALL SPORT VEREIN WITTEN 07/32.

## Histoire
Après le conflit, le VfL Witten 07 fut un des fondateurs de l’Oberliga Ouest. Le club termina dernier et fut relégué. 

## Anciens joueurs
- Heinz-Jürgen Blome
- Mirko Votava